# Ceroplastes xishuangensis
Ceroplastes xishuangensis är en insektsart som beskrevs av Tang och Xie in Tang 1991. Ceroplastes xishuangensis ingår i släktet Ceroplastes och familjen skålsköldlöss. Inga underarter finns listade i Catalogue of Life.